# Ibn Tifilwit
Ibn Tifilwit (... – Saragozza, 1117) è stato un governatore almoravide di Saragozza dal 1115 al 1117.

## Biografia
Ibn Tifilwit, emiro di Saragozza, si installò nella capitale dell'Ebro circondato da poeti come Ibn Jafaya di Alcira. Diversamente dal suo predecessore, molto legato all'attività bellica, egli dovette sedare una piccola rivolta contro Borja ed effettuare una spedizione alla Rueda de Jalón contro Abdelmalik Imad al-Dawla, poiché il detronizzato re hudí era un vassallo di Alfonso I di Aragona e molestava il distretto di Saragozza. L'azione si concluse con un patto con i suoi abitanti. Fondamentalmente, il nuovo emiro almoravide si dedicò alle attività cortigiane e al lusso, facendo diventare le sale del Palazzo dell'Aljafería un dotto centro culturale. 
Ibn Tifilwit nominò come suo visir il filosofo Avempace, che era divenuto la personalità più eminente della intellighenzia saragozzana, ma il suo carattere lo portò ad essere incarcerato. Una volta liberato, decise di lasciare la città.
Ibn Tifilwit morì nell'inverno del 1117, ma non gli succedette un governatore musulmano. Alfonso I di Aragona, senza dubbio aveva ben studiato il piano di assedio alla città, e dopo mezzo anno di accerchiamento, entrò a Saragozza il 18 dicembre 1118.